# Podnoszenie ciężarów na Letnich Igrzyskach Olimpijskich 1988
Podnoszenie ciężarów na Letnich Igrzyskach Olimpijskich 1988 w Seulu odbyło się w dniach 18 - 29 września w hali Ol-lim-pik Gong-won. W zawodach wzięło udział 226 sztangistów (tylko mężczyzn) z 62 krajów. W tabeli medalowej najlepsi okazali się reprezentanci ZSRR z sześcioma złotymi i dwoma srebrnymi medalami. 

## Klasyfikacja medalowa
| Klasyfikacja medalowa | Klasyfikacja medalowa | Klasyfikacja medalowa | Klasyfikacja medalowa | Klasyfikacja medalowa | Klasyfikacja medalowa |
| --------------------- | --------------------- | --------------------- | --------------------- | --------------------- | --------------------- |
| Miejsce               | Reprezentacja         | Złoto                 | Srebro                | Brąz                  | Razem                 |
| 1.                    | ZSRR                  | 6                     | 2                     | 0                     | 8                     |
| 2.                    | Bułgaria              | 2                     | 1                     | 1                     | 4                     |
| 3.                    | NRD                   | 1                     | 1                     | 1                     | 3                     |
| 4.                    | Turcja                | 1                     | 0                     | 0                     | 1                     |
| 5.                    | Węgry                 | 0                     | 2                     | 0                     | 2                     |
| 6.                    | Chiny                 | 0                     | 1                     | 4                     | 5                     |
| 7.                    | RFN                   | 0                     | 1                     | 2                     | 3                     |
| 8.                    | Korea Południowa      | 0                     | 1                     | 1                     | 2                     |
| 9.                    | Rumunia               | 0                     | 1                     | 0                     | 1                     |
| 10.                   | Polska                | 0                     | 0                     | 1                     | 1                     |

## Medaliści
| Konkurencja                 | Złoto               | Wynik    | Srebro              | Wynik    | Brąz                | Wynik    |
| Waga musza (-52 kg)         | Sewdalin Marinow    | 270,0 kg | Chun Byung-kwan     | 260,0 kg | He Zhuoqiang        | 257,5 kg |
| Waga kogucia (-56 kg)       | Oksen Mirzojan      | 292,5 kg | He Yingqiang        | 287,5 kg | Liu Shoubin         | 267,5 kg |
| Waga piórkowa (-60 kg)      | Naim Süleymanoğlu   | 342,5 kg | Stefan Topurow      | 312,5 kg | Ye Huanming         | 287,5 kg |
| Waga lekka (-67,5 kg)       | Joachim Kunz        | 340,0 kg | Israel Militosjan   | 337,5 kg | Li Jinhe            | 325,0 kg |
| Waga średnia (-75 kg)       | Borisław Gidikow    | 375,0 kg | Ingo Steinhöfel     | 360,0 kg | Aleksandyr Wyrbanow | 357,5 kg |
| Waga lekkociężka (-82,5 kg) | Israił Arsamakow    | 377,5 kg | István Messzi       | 370,0 kg | Lee Hyeong-geun     | 367,5 kg |
| Waga półciężka (-90 kg)     | Anatolij Chrapaty   | 412,5 kg | Nail Muchamiedjarow | 400,0 kg | Sławomir Zawada     | 400,0 kg |
| I waga ciężka (-100 kg)     | Pawieł Kuzniecow    | 425,0 kg | Nicu Vlad           | 402,5 kg | Peter Immesberger   | 395,0 kg |
| II waga ciężka (-110 kg)    | Jurij Zachariewicz  | 455,0 kg | József Jacsó        | 427,5 kg | Ronny Weller        | 425,0 kg |
| Waga superciężka (+110 kg)  | Alaksandr Kurłowicz | 462,5 kg | Manfred Nerlinger   | 430,0 kg | Martin Zawieja      | 415,0 kg |